# Дииодозилсульфат
Дииодозилсульфат — неорганическое соединение,
основная соль иода и серной кислоты с формулой (IO)2SO4,
жёлтые кристаллы.

## Получение
- Реакция иодноватой и серной кислот:

{\displaystyle {\mathsf {2HIO_{3}+H_{2}SO_{4}\ {\xrightarrow {}}\ (IO)_{2}SO_{4}+O_{2}+2H_{2}O}}}
- Пропускание озонированного кислорода через раствор иода в серной кислоте:

{\displaystyle {\mathsf {I_{2}+3O_{3}+H_{2}SO_{4}\ {\xrightarrow {}}\ (IO)_{2}SO_{4}+3O_{2}+H_{2}O}}}

## Физические свойства
Дииодозилсульфат образует жёлтые гигроскопичные кристаллы,
плохо растворяется в холодной воде.
Растворяется и может быть перекристаллизован в концентрированной серной кислоте.

## Химические свойства
- Под действием влаги воздуха гидролизуется с выделением иода, иодноватой и серной кислот.
- Разлагается при нагревании:

{\displaystyle {\mathsf {4(IO)_{2}SO_{4}\ {\xrightarrow {235^{o}C}}\ 2I_{2}O_{5}+2I_{2}+4SO_{3}+O_{2}}}}
- Реагирует с оксидом серы(VI):

{\displaystyle {\mathsf {(IO)_{2}SO_{4}+2SO_{3}\ {\xrightarrow {100-120^{o}C}}\ I_{2}(SO_{4})_{3}}}}
- С концентрированной серной кислотой образует кислую соль:

{\displaystyle {\mathsf {(IO)_{2}SO_{4}+H_{2}SO_{4}\ {\xrightarrow {}}\ 2(IO)HSO_{4}}}}